# HMS Barham (1914)
HMS Barham – brytyjski pancernik typu Queen Elizabeth służący w Royal Navy, nazwanym od admirała Charlesa Middletona 1. barona Barham. Okręt został zbudowany w stoczni John Brown w Clydebank, Szkocja i zwodowany w 1914 roku.
Koszt budowy wyniósł 2.408.000 funtów.

## Służba
W czasie I wojny światowej, w listopadzie 1915 pancernik wszedł w skład 5. Eskadry Okrętów Liniowych (ang. 5th Battle Squadron) Grand Fleet. 3 grudnia zderzył się ze swoim bliźniaczym okrętem „Warspite”, który uderzył w rufę „Barhama”, powodując niewielkie uszkodzenia. W maju 1916 roku "Barham" został okrętem flagowym admirała Hugh Evana-Thomasa – dowódcy 5. Eskadry Okrętów Liniowych, czasowo przydzielonego do Floty Krążowników Liniowych admirała Davida Beatty’ego w czasie bitwy jutlandzkiej. W czasie tej bitwy 1 lipca 1916 pancernik otrzymał sześć trafień pociskami dużego kalibru niemieckich krążowników liniowych, które nie wywołały dużych uszkodzeń, w tym cztery trafienia przez „Derfflinger”. Zginęło na nim 26 marynarzy, a 37 zostało rannych. Sam wystrzelił 337 pocisków (najwięcej spośród pancerników eskadry), uzyskując przynajmniej 7 trafień na niemieckich krążownikach liniowych i pancernikach, do których prowadził ogień wspólnie z „Valiantem”. Uszkodzenia usunięto do 4 lipca 1916. Do końca wojny „Barham” uczestniczył w akcjach floty, bez kontaktu już z nieprzyjacielem.
W okresie międzywojennym służył na przemian we Flocie Atlantyckiej i Śródziemnomorskiej. Podczas strajku generalnego w 1926 roku „Barham” i „Ramillies” wypłynęły na rzekę Mersey, aby wyładować żywność.
W 1931 roku rozpoczęto trzyletnią modernizację, w toku której m.in. dodano „bąble przeciwtorpedowe”, zamieniono dwa kominy na jeden szeroki, wzmocniono uzbrojenie przeciwlotnicze i opancerzenie poziome i dodano katapultę dla wodnosamolotu na trzeciej wieży (X). Został mniej przerobiony niż jego okręty siostrzane w okresie międzywojennym. 
W czasie II wojny światowej operował na Atlantyku i Morzu Śródziemnym. Po wybuchu wojny został przeniesiony z Floty Śródziemnomorskiej w skład Home Fleet. 12 grudnia 1939 w nocy staranował w kolizji i zatopił niszczyciel „HMS „Duchess””. 28 grudnia 1939 został uszkodzony jedną torpedą w lewą burtę między wieżami dziobowymi przez niemiecki okręt podwodny U-30, na północ od Wysp Brytyjskich. Zginęło przy tym 4 marynarzy, remont trwał do końca kwietnia 1940.

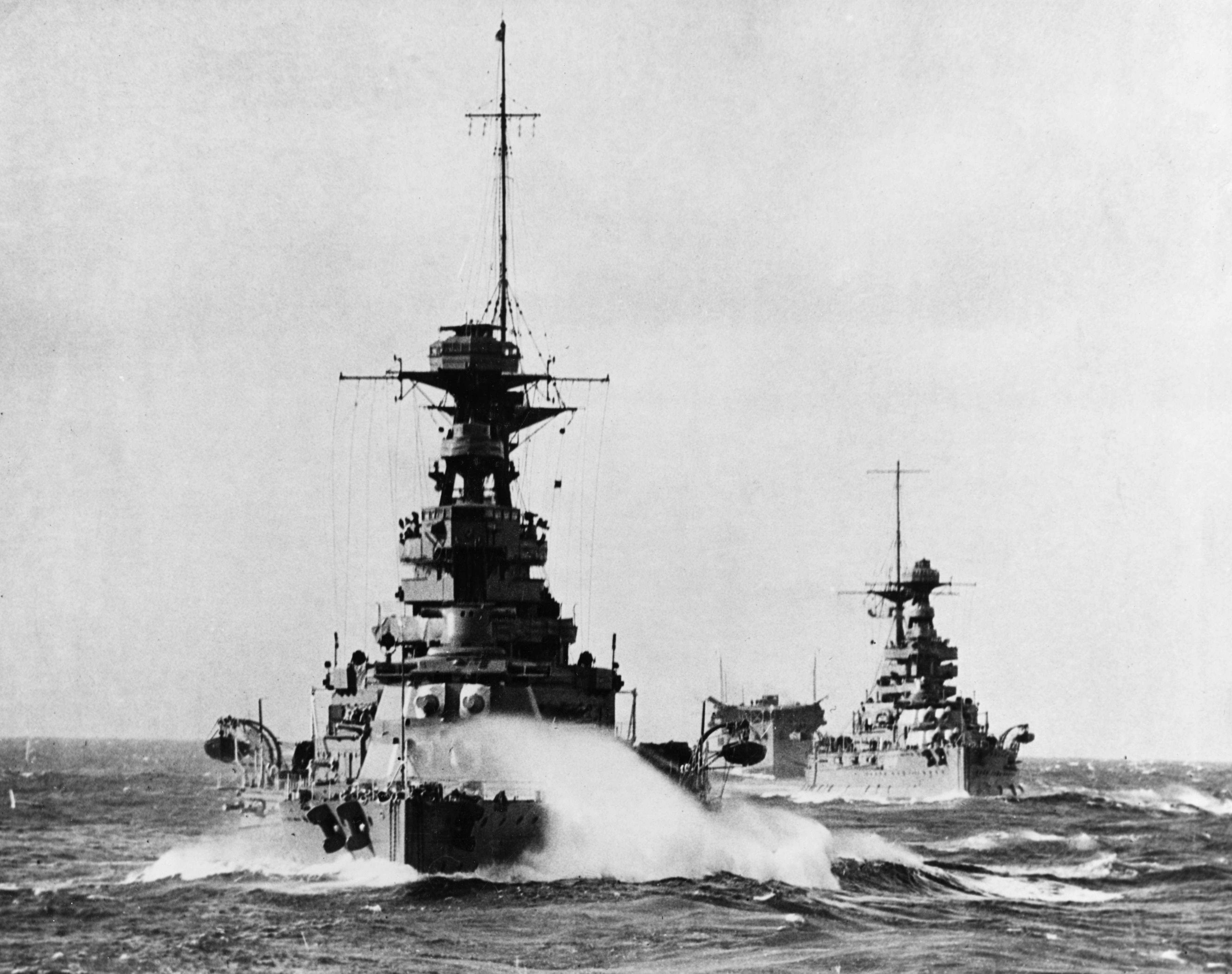
HMS „Barham”, „Malaya” i „Argus” podczas manewrów floty brytyjskiej w pobliżu Balearów w późnych latach 20.

We wrześniu 1940 roku wziął udział w operacji Menace – brytyjskim ataku morskim na Dakar, który poprzedzał lądowanie sił Wolnych Francuzów. 24 września został lekko uszkodzony przez 2 pociski baterii nadbrzeżnych. 25 września „Barham” walczył ze stojącym w porcie francuskim pancernikiem „Richelieu”, trafiając go jednym pociskiem. Bliskim wybuchem pocisku „Richelieu” kal. 380 mm został uszkodzony „bąbel” przeciwtorpedowy na burcie. Francuski okręt podwodny „Bévéziers” uszkodził tego samego dnia pancernik „Resolution” i operacja Menace została przerwana, po czym „Barham” doholował uszkodzony pancernik do Freetown. Następnie „Barham” dołączył do Force H w Gibraltarze i brał udział w kilku konwojach na Maltę.
Pod koniec 1940 roku pancernik dołączył do Brytyjskiej Floty Śródziemnomorskiej, biorąc w jej składzie udział w bitwie u przylądka Matapan w marcu 1941 roku. W maju otrzymał trafienie bombą w pobliżu Krety.

## Zatopienie

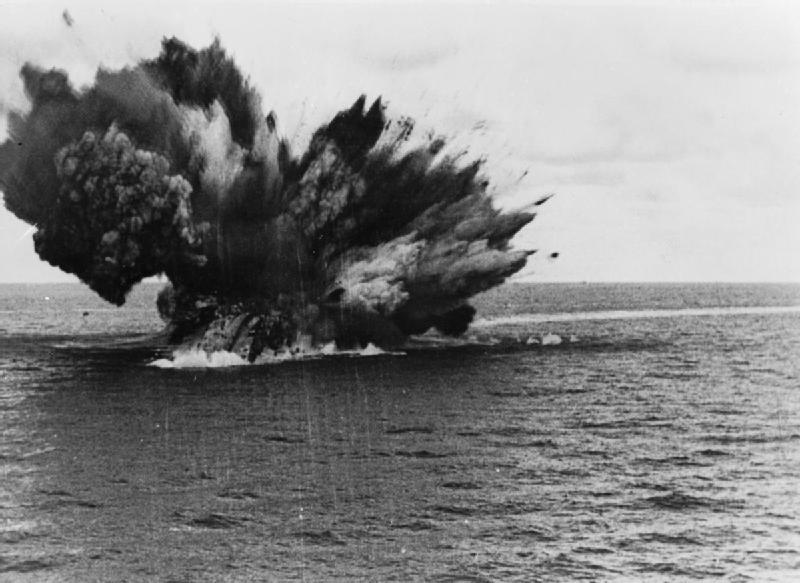
Eksplozja komór amunicyjnych dział kalibru 381 mm na HMS „Barham” 25 listopada 1941 roku

25 listopada 1941 roku „Barham”, płynący w celu ochraniania ataku na włoskie konwoje razem z pancernikami HMS „Queen Elizabeth” i „Valiant” w eskorcie ośmiu niszczycieli, został trafiony o godz. 16:25 trzema torpedami z niemieckiego U-Boota U-331, którego dowódcą był porucznik marynarki (niem. Oberleutnant zur See) Hans-Dietrich von Tiesenhausen. Torpedy zostały wystrzelone z odległości mniejszej niż 700 metrów, przez co pancernik nie miał czasu na wykonanie uniku. Torpedy trafiły tak blisko siebie, że wyrzuciły jedną masywną kolumnę wody. Po trafieniu okręt w ciągu kilku minut przewrócił się na lewą burtę, po czym  został rozsadzony wybuchem w części rufowej. Komisja później ustaliła, że wybuchły magazyny amunicyjne wież rufowych artylerii głównej, być może od pożaru składowanej obok amunicji przeciwlotniczej. Okręt szybko zatonął wraz z dwiema trzecimi łącznej liczby członków załogi. Zginęły 862 osoby (łącznie ze zmarłymi później z ran), w tym dowódca kdr Geoffrey C. Cooke, a niszczyciele „Hotspur”, „Nizam”, „Jervis” i „Jackal” uratowały 495 osób, w tym 27 oficerów. Zatonięcie okrętu zostało sfilmowane przez korespondenta wojennego Johna Turnera z pokładu pancernika „Valiant”.

## Po zatopieniu
Admiralicja brytyjska została natychmiast poinformowana o zatopieniu. Jednak kilka godzin później stwierdzono, że niemieckie wysokie dowództwo nie dowiedziało się, że „Barham” został zatopiony. Zdając sobie sprawę z możliwości wprowadzenia w błąd Niemców i aby nie obniżać morale Brytyjczyków, Admiralicja cenzurowała wszystkie wiadomości o zatopieniu pancernika i utracie 861 brytyjskich marynarzy. Bezpośrednio po ataku U-Boot zszedł pod wodą (na rekordowo dużą dla okrętów tego okresu głębokość 265 m) i nie obserwował skutków ataku, chociaż po wybuchach jego dowódca uznał, że przynajmniej uszkodził pancernik.
Po upływie kilku tygodni War Office zdecydowało o poinformowaniu krewnych zmarłych na pancerniku, ale w każdym wypadku proszono o zachowanie tego faktu w tajemnicy. Listy informujące zawierały ostrzeżenie, aby nie rozmawiać o utracie okrętu z nikim poza najbliższą rodziną, stwierdzając że „jest bardzo ważne, aby informacja o zdarzeniu, które doprowadziło do śmierci pani męża, nie dotarła do nieprzyjaciela, zanim nie zostanie to ogłoszone oficjalnie” (ang. "most essential that information of the event which led to the loss of your husband's life should not find its way to the enemy until such time as it is announced officially"). Pod koniec stycznia 1942 roku Niemcy zdali sobie sprawę, że pancernik został zatopiony. Brytyjska admiralicja poinformowała prasę 27 stycznia 1942 roku i wyjaśniła wstrzymanie informacji. Dowódca U-331 został w następstwie tego odznaczony Krzyżem Rycerskim.

## Dodatkowe informacje
- Pod koniec listopada 1941 roku, podczas seansu spirytystycznego w Portsmouth znane medium Helen Duncan z Callander w Szkocji, powiedziała, że miała kontakt z duchem poległego marynarza, który miał powiedzieć, że jego jednostka, pancernik HMS „Barham”, został niedawno zatopiony. Podczas wojny, lokalizacja wszelkich okrętów jest tajna. A Helen Duncan rozpowiadała informacje, których nie powinna znać osoba niezwiązana z wojskiem. Nie udowodniono jej szpiegostwa, ale i tak uznano, że trzeba zamknąć jej usta. Dlatego została oskarżona na podstawie dawno nie używanej ustawy o czarach (ang. Witchcraft Act) z roku 1735. Skazana na 9 miesięcy w więzieniu.

- Sceny z zatopienia okrętu były wiele razy prezentowane w różnych dokumentach i w filmach: 
  - Earth vs. the Flying Saucers (gdzie jest pokazany jako zatopienie amerykańskiego niszczyciela).
  - Task Force (jako zatopienie japońskiego lotniskowca).